# Třebíč
Třebíč (tyska: Trebitsch) är en stad i den mähriska delen av regionen Vysočina i Tjeckien.
Staden ligger 35 km sydost om Jihlava och 65 km väster om Brno vid Jihlavafloden. Třebíč är beläget på en höjd av mellan 392 och 503 meter över havet. Klimatet är tempererat med enstaka regnskurar. Årsmedeltemperaturen ligger på 7,5 °C, medeltemperaturen i juli är 18,5 °C och -3,4 °C i januari.
Třebíč är ett regionalt centrum med en befolkning på omkring 40 000. Under sin expansionstid var staden den tredje mest betydelsefulla i Mähren. Befolkningstillväxten startade efter andra världskriget.
Här finns flera sevärdheter. Judiska kvarteret och Sankt Procopius basilika är uppsatta på världsarvslistan.

## Historia och sevärdheter

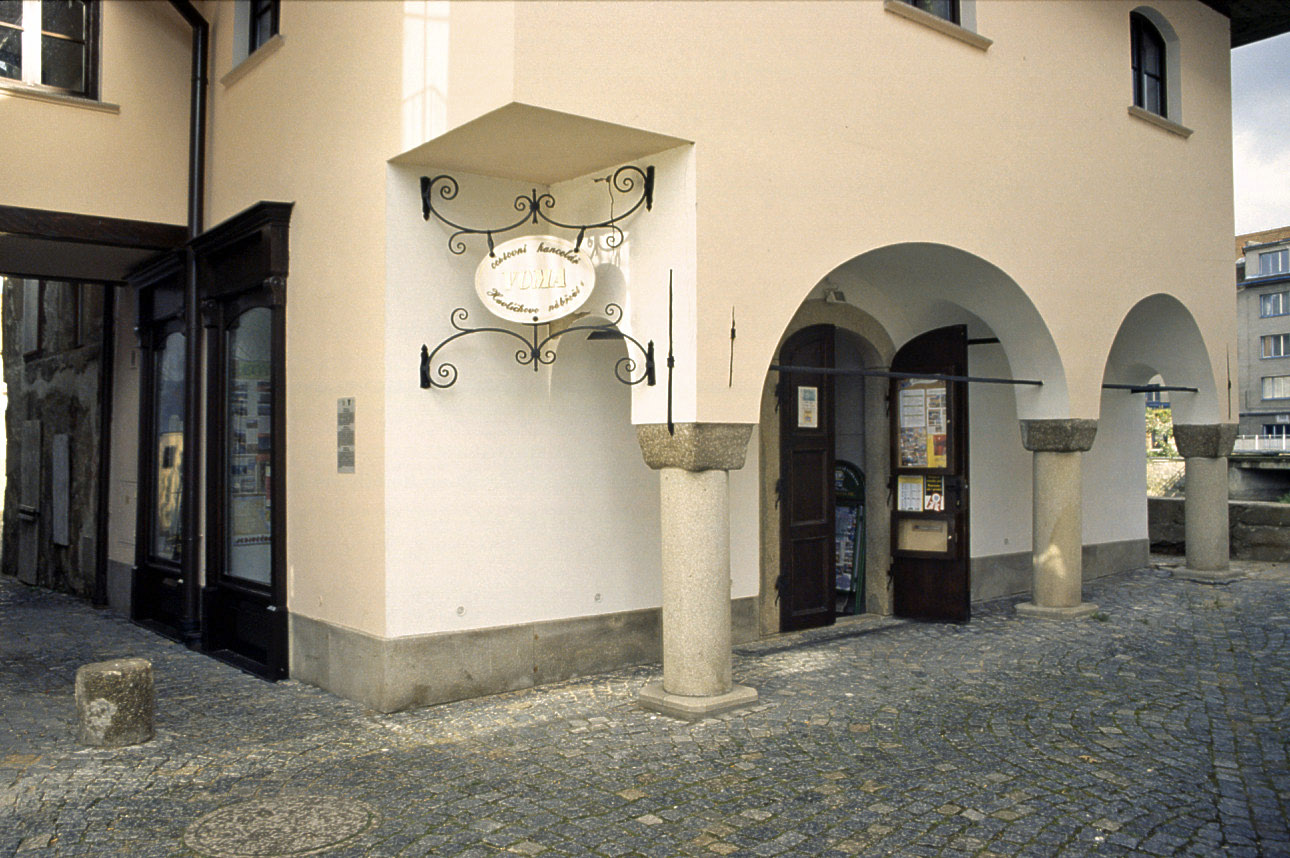
Ingången till det judiska kvarteret.

Bland sevärdheterna finns det gamla judiska kvarteret och den i huvudsak romanska Sankt Procopius basilika som även har en del gotiska detaljer, exempelvis ett ovanligt exempel på ett rosettfönster. Denna sorts rosettfönster står i kontrast mot mer komplexa gotiska fönster som innehåller fler segment (vanligen ett flertal traditionella gotiska figurer, treklöver, eller fyrklöver (fyrpass)), eller är baserade på en antikt inspirerad design från föregångare till så kallade livshjul vilka idag kopplas främst till östasiatiska religioner eller till jungfru Maria.
Den berömda basilikan var först ett benedektinskt kloster i början av 1100-talet. De hade det så gott ställt att ett lokalt handelscentrum bildades: staden Třebíč. Klostret återuppbyggdes under kung Wenzel eller Václav I (1230–1253), och renoverades i slutet av 1400-talet. I början av 1500-talet gjordes en del av Třebíčs historiska klosterbyggnader om till slott och byggdes senare om i barockstil. I början av 1700-talet infördes ändringar av den tjeckiska arkitekten František Maxmilián Kaňka; fönstren gjordes större, strävpelare lades till, ett sydvästtorn återuppbyggdes och en ny västfasad med två torn uppfördes i gotisk barockstil.
Gamla stan i Třebíč, som ligger på båda sidor av Jihlava, blev utsedd till skyddat kulturarv 1990. Judiska kvarteret och Sankt Procopius basilika med slottet och trädgårdar ingår i detta område.

## Vänorter[2]
- Oschatz, Tyskland
- Lilienfeld, Österrike
- Humenné, Slovakien